# Munidion pleuroncodis
Munidion pleuroncodis är en kräftdjursart som beskrevs av Clements Robert Markham1975. Munidion pleuroncodis ingår i släktet Munidion och familjen Bopyridae. Inga underarter finns listade i Catalogue of Life.